# Richard Delgado
Richard Delgado (* 6. Oktober 1939) gilt neben Derrick Bell und Kimberlé Crenshaw als Mitbegründer der Critical Race Theory.

## Leben
Delgado wurde als Sohn eines mexikanischen Einwanderers in den USA geboren. Er studierte zunächst an der University of Washington Philosophie und Mathematik und erwarb dort seinen Bachelor. Anschließend absolvierte er ein juristisches Studium in Berkeley und legte dort seine Promotion ab. Danach war er als Dozent an den juristischen Fakultäten der UCLA, der University of Alabama und der Seattle University tätig.
Er ist Autor zahlreicher Artikel und Bücher zum Thema Critical Race Theory, von denen viele in Co-Autorenschaft mit seiner Frau Jean Stefancic entstanden.

## Bücher
- Richard Delgado, Laura Lederer: The Price we pay: the case against racist speech, hate propaganda, and pornography. Hill and Wang, New York 1995, ISBN 978-0-8090-1577-1.
- Richard Delgado: The Rodrigo chronicles: conversations about America and race. New York University Press, New York 1995, ISBN 978-0-8147-1863-6.
- Richard Delgado: The coming race war?: and other apocalyptic tales of America after affirmative action and welfare. New York University Press, New York 1996, ISBN 978-0-8147-1877-3.
- Richard Delgado, Jean Stefancic: Must we defend Nazis? hate speech, pornography, and the new First Amendment. New York University Press, New York 1997, ISBN 978-0-585-34679-3.
- Richard Delgado, Jean Stefancic: Critical white studies: looking behind the mirror. Temple University Press, Philadelphia 1997, ISBN 978-1-56639-532-8.
- Richard Delgado: When equality ends: stories about race and resistance. Westview Press, Boulder, CO 1999, ISBN 978-0-8133-3578-0.
- Richard Delgado, Angela P. Harris, Jean Stefancic, Juan F. Perea, Stephanie M. Wildman: Race and races: cases and resources for a diverse America. West Group, St. Paul, MN 2000, ISBN 978-0-314-22709-6.
- Richard Delgado, Jean Stefancic: Understanding words that wound. Westview Press, Boulder, CO 2004, ISBN 978-0-8133-4139-2.
- Richard Delgado: Justice at war: civil liberties and civil rights during times of crisis. New York University Press, New York City, NY 2005, ISBN 978-0-8147-1956-5.
- Richard Delgado, Jean Stefancic: The Latino/a condition: a critical reader. New York University Press, 2011, ISBN 978-0-8147-2040-0.
- Richard Delgado: Critical race theory an introduction. New York University Press, New York 2012, ISBN 978-0-8147-2135-3.